# Sivaladapidae
Los sivaladápidos (Sivaladapidae) son una familia extinta de primates del suborden de los estrepsirrinos (Strepsirrhini), restringidos a las regiones tropicales del sur de Asia, con fósiles hallados en China, Tailandia, India y Pakistán. Eran superficialmente semejantes a los Adapidae, de los cuales fueron considerados como una mera subfamilia, pero parecen haber tenido un camino evolutivo diferente desde el inicio del Eoceno, persistiendo por lo menos hasta el final del período Mioceno. Han sido incluidos de manera provisional entre los Adapiformes, si bien su relación exacta con los demás primates aún es materia de debate.

## Taxonomía
- Subfamilia Hoanghoniinae Gingerich, Holroyd & Ciochon, 1994 †
  - Wailekia Ducrocq et al., 1995 †
    - Wailekia orientale Ducrocq et al., 1995 † - Eoceno Superior, Formación Krabi, Tailandia.

  - Hoanghonius Zdansky, 1930 †
    - Hoanghonius stehlini Zdansky, 1930 † - Eoceno Medio, Chaili, Formación Heti, China

  - Rencunius Gingerich, Holroyd & Ciochon, 1994 †
    - Rencunius zhoui Gingerich, Holroyd & Ciochon, 1994 † - Eoceno Medio, Chaili, Formación Heti, China

  - Guangxilemur Qi & Beard, 1998 †
    - Guangxilemur tongi Qi & Beard, 1998 † - Eoceno Superior, Formación Gongkang, China
    - Guangxilemur singsilai (Marivaux, 2002) † - Oligoceno Onferior, Formación Paali, Colinas Bugti, Pakistán.

  - Siamoadapis Chaimanee et alii, 2007
    - Siamoadapis maemohensis Chaimanee et alii, 2007 - Eoceno Superior, Krabi, Tailândia.

  - Paukkaungia Beard et alii, 2007
    - Paukkaungia parva Beard et alii, 2007 - Eoceno Superior, Formación Pondaung, Birmania.

  - Kyitchaungia Beard et alii, 2007
    - Kyitchaungia takaii Beard et alii, 2007 - Eoceno Superior, Formación Pondaung, Myanmar.
- Subfamilia Sivaladapinae †
  - Sivaladapis †
    - Sivaladapis palaeindicus (Pilgrim, 1932) - Mioceno Medio, Formación Chinji, Pakistán.
    - Sivaladapis nagrii Gingerich & Sahni, 1979† - Mioceno Superior, Formación Nagri, India

  - Sinoadapis Wu & Pan, 1985 †
    - Sinoadapis carnosus Wu & Pan, 1985 † - Mioceno, Lufeng, China
    - Sinoadapis shihuibaensis - Mioceno, Shihuiba, China

  - Indraloris Lewis, 1933 †
    - Indraloris himalayensis (Pilgrim, 1932) † (incl. I. lulli) - Mioceno Superior, Formación Nagri, India